# Francesco Glisenti
Francesco Glisenti (Storo, 8 settembre 1822 – Brescia, 5 settembre 1887) è stato un imprenditore, politico e patriota italiano, deputato alla Camera dal 1876 al 1881.

## Biografia
Nacque a Storo nel 1822, da una famiglia di origini valsabbine, ma operante nella valle del Chiese già dal Quattrocento con fucine per la lavorazione del ferro. Il padre, Giovanni Battista Glisenti, si era trasferito nel paese trentino, a quel tempo nell'Impero austriaco, dove il giovane Francesco visse la propria giovinezza intessendo rapporti di amicizia con la borghesia locale e coltivando le prime idee mazziniane e patriottiche, grazie anche ai frequenti contatti con gli ambienti imprenditoriali lombardi.
Le attività industriali a cavallo del confine tra Austria e Lombardo-Veneto soffrirono difficoltà per le politiche tariffarie dei dazi sui commerci, per cui i Glisenti furono costretti gradualmente a trasferire parte delle loro attività nella vicina Val Sabbia e a Villa Carcina.
Durante la prima guerra d'indipendenza, Francesco partecipò alla spedizione dei Corpi Franchi (1848) e alle Dieci giornate di Brescia (1849). In seguito, si adoperò nel Comitato per l'emigrazione e gli arruolamenti in Piemonte che intendeva favorire l'emigrazione dei giovani nelle forze armate sarde. Nel 1859, durante la seconda guerra d'indipendenza, partecipò ai moti di Brescia in attesa dell'arrivo in città dell'esercito franco-piemontese e dei cacciatori delle Alpi di Giuseppe Garibaldi. Con quest'ultimo sarebbe diventato presto amico e gli organizzò la raccolta di volontari Bresciani per la spedizione dei Mille.
In conseguenza del passaggio della Lombardia al Regno di Sardegna, dopo il 1860 gli austriaci costruirono a fianco della fucina Glisenti di Ampola il forte omonimo, denominato anche forte Glisenti, per difendere la valle di Ledro da eventuali sfondamenti del confine sul fiume Caffaro. Il forte fu conquistato brevemente da Garibaldi, durante le operazioni in Trentino della terza guerra d'indipendenza. Il fortilizio fu uno dei posti più importanti per Francesco Glisenti: fra i primi a varcare la soglia ci fu il nipote, Giovanni, che era padrone del maglio di Creto da cui provenivano le strutture in ferro del forte, e nella cui casa a Creto Garibaldi tenne il suo quartier generale per alcuni giorni dal 24 luglio 1866.
Dopo le guerre d'indipendenza, le attività nel bresciano si consolidarono: le Glisenti si trasformarono in industria siderurgica, meccanica e armiera, producendo fucili e pistole, come ad esempio le Glisenti 1910.
Glisenti intervenne anche nel campo politico. Nel 1860, collaborò a fondare il Circolo Nazionale: un'associazione politica vicina alla sinistra parlamentare che coordinò i liberali progressisti bresciani negli anni sessanta e settanta dell'Ottocento e che venne guidata da Francesco Cuzzetti e da Giuseppe Zanardelli, fraterno amico di Francesco dai tempi delle barricate a Brescia contro gli austriaci. Tra il 1865 e il 1880 fu consigliere comunale a Brescia, divenendo anche assessore tra il 1865 e il 1871 sotto le giunte guidate dai sindaci Facchi e Formentini. Fu anche consigliere provinciale per il mandamento di Vestone. Grazie a questo ruolo, presiedette il comitato che chiedeva la costruzione della linea ferroviaria Brescia - Vestone - Storo - Trento.
Nel 1870 fu tra i fondatori del quotidiano La Provincia di Brescia, organo di stampa del gruppo liberale zanardelliano.
Nel 1876, dopo la caduta del secondo Ministero Minghetti, salì al governo la sinistra. In occasione delle elezioni politiche, Zanardelli sostenne la candidatura di Glisenti nel collegio elettorale di Salò. Fu eletto al primo turno alla Camera sconfiggendo il deputato uscente della destra Ludovico Bettoni. Partecipò poco all'attività parlamentare, in quanto preferì impegnare le sue energie a consolidare la sua industria, divenuta leader europeo del settore. Venne confermato anche alle elezioni del 1880, dove al ballottaggio sconfisse il sindaco salodiano Leonesio, ma si dimise l'anno dopo. Passò gli ultimi anni concentrandosi nella sua fiorente industria, prima di affidarla ai figli Alfredo, Teodoro e Guido.

## Attività industriale
I Glisenti, di origini valsabbine, erano presenti e operanti nella Valsabbia e in val del Chiese già dal secolo XV con fucine per la lavorazione del ferro situate lungo i corsi d'acqua per sfruttarne la forza cinetica.
Giovanni Battista, nato a Vestone, all'inizio dell'Ottocento si trasferì in val del Chiese ove sviluppò due fucine a Creto e a Storo in Ampola per sfruttare le acque del torrente Palvico.
Il figlio di Francesco, Alfredo, fondò nel 1900 a Milano la Società Siderurgica Glisenti con capitale sociale di 2.500.000 lire il cui presidente era l'ingegnere Giuseppe Feltrinelli.